# Edalorhina perezi
La rana vaquita (Edalorhina perezi) es una especie de anfibio anuro de la familia Leptodactylidae. Se distribuye por la cuenca amazónica al oeste de Brasil, sureste de Colombia, este de Ecuador, este de Perú y, posiblemente, en Bolivia en zonas limítrofes. Es una especie diurna. Habita en la hojarasca en bosques tropicales lluviosos de tierras bajas y zonas de piedemonte.
Sus rasgos más característicos son la abundancia de tubérculos en los párpados a estilo de pestañas, un vientre blanco con grandes manchas negras y pliegues en los laterales del dorso. Es pardusca por arriba, presenta una zona amarillenta en la ingle.